# 房亭河
房亭河位于中国江苏省北部，为中运河右岸支流，是徐洪河调引淮水的送水借用河道。经历代多次治理，今房亭河在徐州市鼓楼区东部大庙枢纽以上通过荆山引河与不牢河相接，自大庙枢纽以下东南流经铜山区单集镇，邳州市土山镇，八路镇，最后于运河镇以南的猫窝地函东注入中运河。全长74公里，流域面积716平方公里。沿途有陶公河、一手禅河和白马河等支流汇入。